# Rio Figueirão
O rio Figueirão é um curso de água que banha o município de Figueirão, no estado de Mato Grosso do Sul, Brasil. É afluente, pela margem esquerda, do rio Jauru (da bacia do rio Paraguai). Nasce na serra das Araras.